# Balvanyos
Balvanyos sau Băile Balvanyos (în maghiară Bálványos, în germană Bad Götzenburg) este o stațiune balneoclimaterică permanentă de interes local, situată în județul Covasna din Transilvania, România, pe teritoriul administrativ al comunei Turia, la nord-vest de orașul Târgu Secuiesc din același județ. Este caracterizată de prezența a numeroase izvoare de apă minerală, de emanații mofetice de bioxid de carbon – cu caracter postvulcanic, precum și de frumusețea peisajului.

## Repere geografice

### Așezare
Stațiunea este situată în nordul județului Covasna între localitățile Turia la est și Bixad la vest, de-a lungul DJ113, pe cursul superior al pârâului Turia – la confluența pâraielor Sărat (Puturosu) și Bálványos. Arealul de desfășurare este larg, fiind situat atât pe versanții munților Bodocului (la nord și nord-est de Vârfului Zimbrului), cât și pe cei ai Masivului Puturosu (maghiară Büdös-hegy) - Ciomatu (maghiară Csoma-hegy) (la sud-vest de Muntele Puturosul și de Muntele Cetății). În desfășurarea ei, stațiunea se integrează sitului Natura 2000 Ciomad-Balvanyos.
Pe plan local altitudinea variază între 840 și 950 m.

### Căi de acces
Stațiunea este străbătută de drumul național DN11C, care leagă Târgu Secuiesc (cu acces la DN11 cu DN11B și DN2D) de Bixad (situat pe DN12). Acesta trece prin pasul Turia (maghiară Torjai), situat între Munții Bodoc – la sud și Masivul Puturosu-Ciomatu – la nord. Din acest drum se desprinde spre nord derivația DJ113A care duce la Lacul Sfânta Ana și Tinovul Mohoș. La nivelul anului 2013 starea drumului – modernizat în 1968, lasă mult de dorit.
Pe calea ferată cea mai apropiată gară este Bixad - gară accesibilă pe Magistrala CFR 400 – spre vest și, apoi Târgu Secuiesc – situat pe linia secundară 404 – conectată la Magistrala 400 în Sfântu Gheorghe.

### Climă
Climatul regiunii este echivalent cu cel subalpin. Iernile sunt lungi și verile scurte și relativ răcoroase, iar primăverile și toamnele sunt echilibrate. Prima zi de ger vine între 5 și 10 octombrie, iar ultimele zile de ger apar între 24 – 30 aprilie. Sezonul de vegetație este de aproximativ 5,5 luni.
În bazinul Turiei, temperatura medie anuală este de 5,8 – 7,6 °C, depinzând de altitudine. Aerul este în general umed, formându-se foarte des ceață care se ridică o dată cu încălzirea vremii. Iarna ceața devine persistentă însă, chiar și în zile însorite.
Media de precipitații este între 750 – 870 mm. Cele mai multe precipitații se întâlnesc în iunie și mai, iar cele mai puține sunt toamna. Dacă anual media zilelor cu precipitații sub formă de zăpadă atinge 40 – 50, media celor cu ploaie este de aproximativ 110 – 125 de zile. Solul este însă acoperit – în medie, de zăpadă, 95 – 120 zile pe an.

### Cadrul natural
În zonă altitudinea și înclinarea versanților au variații semnificative. Aparținând unui areal vulcanic, locația are drept caracteristică fenomene postvulcanice, precum mofete, grote sau peșteri ori izvoare de apă minerală.
În ceea ce privește conurile vulcanice, Ciomatu (1.301 m) este situat în raport cu Puturosu (1143 m), la vest, iar Muntele Cetății (1057 m) se află la est de acesta. Un alt con – Muntele Bolondoș (maghiară Bolondos hegy, 1084 m), se află spre nord–vest.
Structura geologică
Este relaționată cu grupa vulcanilor Ciomatu-Puturosu – cea mai tânără formațiune vulcanică a Munților Harghita. Apăruți în Neogen, ei au avut ultimele erupții în Pleistocen.
De-a lungul faliilor create în sedimentele cretacice carpatice, lava andezitică a dezvoltat intruziuni și efuziuni care au antrenat materiale sedimentare. Andezitele cu biotit și amfiboli au suferit alterări masive, explicație – de exemplu, a prezenței caolinului în zonă (la nivelul unui abrupt de lângă Peștera Puturoasă).
Văile pâraielor bazinului Turiei sunt săpate în marne și gresii.
În arealul montan solurile sunt brune și brune acide, iar în microdepresiunea Bálványos apar soluri argiloiluviale podzolice și mai puțin soluri litomorfe.
Zăcământul hidromineral este localizat în fisurile grezoase și argiloase ale flișului intern al Carpaților Orientali, apele obținîndu-și sarcina minerală în contact cu rocile subterane. Circulația spre suprafață a dioxidului de carbon și cea a altor gaze, este facilitată de numeroasele dislocări ale scoarței.
Flora și fauna

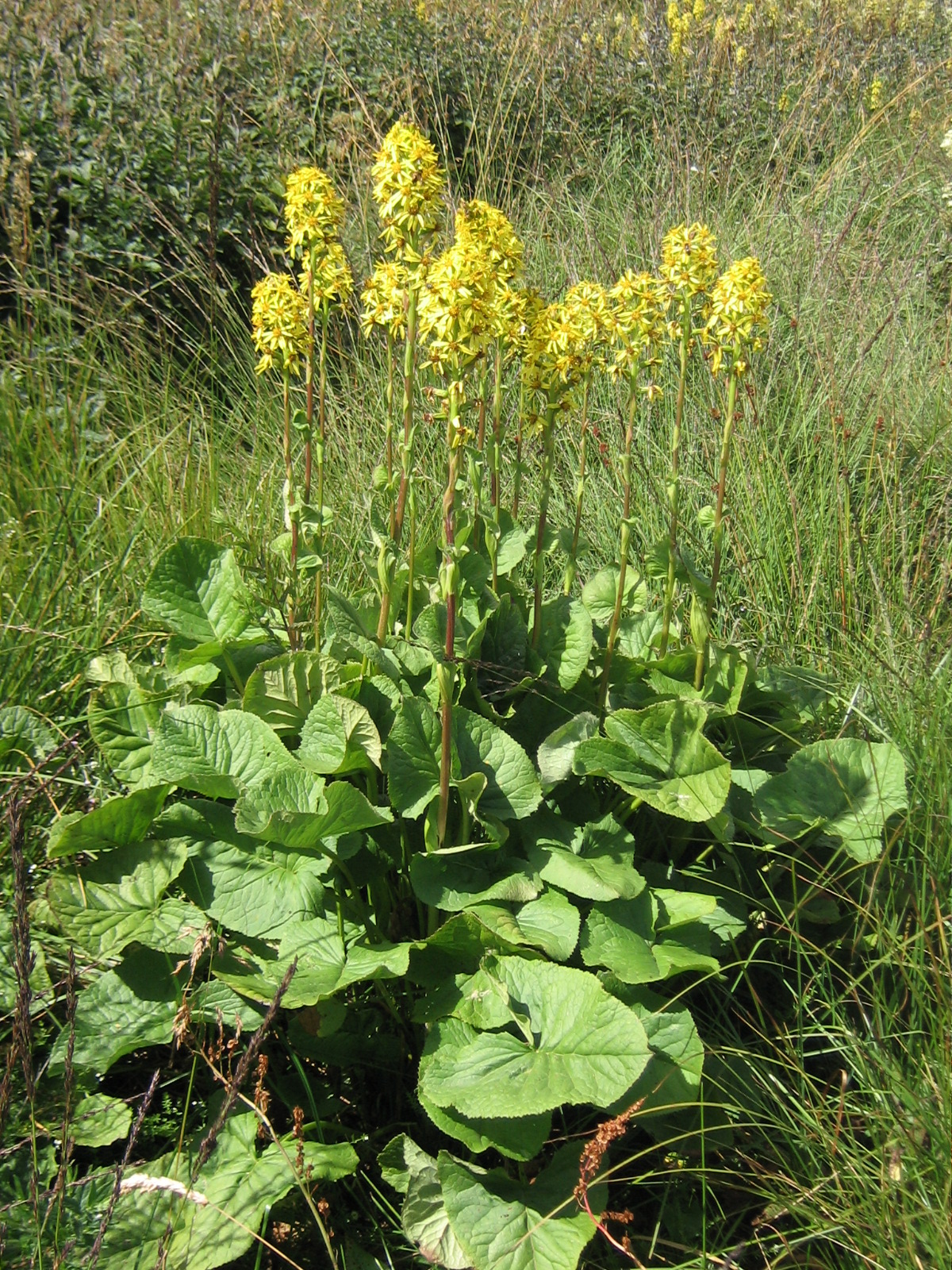
Curechi de munte (Ligularia sibirica)

Zona se încadrează regiunilor biogeografice atât alpină cât și continentală
Vegetația este formată din păduri de conifere în amestec cu foioase. Se mai găsesc turbării asocitate vegetației forestiere, locuri unde apar plante rare specifice zonelor mlăștinoase. Dintre acestea, roua cerului (Drosera rotundifolia) și curechii de munte (Ligularia sibirica) – specie de interes comunitar a sitului Natura 2000 Ciomad-Balvanyos, sunt relicte glaciare.
Fauna zonei include și specii protejate cum ar fi: (ursul, râsul, lupul), dar și unele specii de lilieci și amfibieni.
Rețeaua hidrografică
Aparține în principal bazinului pârâului Turia (maghiară Torjai), care prin Șaua Sărată (maghiară Sós-mezõ) – prin care se face legătura Muntelui Puturosu cu Munții Bodoc, intră în contact – spre vest cu bazinul pârului Jombor (maghiară Zsombor). Pârâul Turia se formează prin contopirea pârâului Sărat care coboară din șa despărțind Muntele Puturosu de Munții Bodocului (cu afluenții de dreapta Csiszár și Cserepes) și Bálványos (care desparte Muntele Cetății de Muntele Puturosu).
Izvoarele băilor Csiszár se află în cea mai mare parte pe dreapta pârâului Csiszár, între acesta și pârâul Cserepes. Cele ale Băilor Valató și Hammás precum și Izvoarele Bukki sunt situate dincolo de șa, în bazinul superior al pârâului Jombor.

## Istorie
Denumirea locului se asociază unui substantiv adjectival, maghiară bálvány = bulumac[B] (în interpretare liberă = loc plin de stâlpi, poate de trunchiuri).
Muntele Puturos cu împrejurimile sale este amintit încă din 1344. Prima atestare documentară are loc în 1756, fiind vorba de un loc în pădure maghiară hosszu tölgy - „stejarii lungi”, aflat la hotarul satului Turia maghiară Torjai. în 1767, se menționează utilizarea – pentru cură, a gazelor sulfuroase. Primele amenajări necesare curei balneare și facilități turistice se construiesc aici în 1895.
Spre finalul secolului XIX se construiește local – pentru a folosi gazele emanate de Peștera Puturoasă, o fabrică de lichefiere a dioxidului de carbon (prima de acest fel din arealul Carpatic). Aceasta a funcționat până în 1916, când a căzut pradă flăcărilor în timpul luptelor duse de trupele românești.
Succesiv Primului Război Mondial, stațiunea se dezvoltă pe actualul amplasament, centrat de Băile Transilvania (foste – maghiară Várpad). Având la bază proiectul arhitectului Grigore Ionescu, în 1930 se construiește aici un Sanatoriu TBC - actual sediu al hotelului Best Western.
După 1968 în stațiune s-a organizat în fiecare an un festival de folclor, în luna aprile.
Actual, zona stațiunii face parte din două areale de protecție Natura 2000: ROSCI0037 – Ciomad–Balvanyos (de interes comunitar) și ROSPA0082 – Munții Baraolt și Bodoc (de importanță avifaunistică).

## Repere balneare
Stațiunea Bálványos, așa cum este astăzi cunoscută, este de fapt formată prin contopirea a trei colonii de băi: Turia (maghiară Torjaifürdő) – cea mai veche (situată în pasul Turia), Csiszár (maghiară Csiszárfürdő) și Transilvania ( anterior numită – mai înainte de a fi cumpărate de către Banca Transilvania, maghiară Várpadfürdő). De partea cealaltă a trecătorii – spre valea Oltului, băile din bazinul superior al pârâului Jombor sunt cunoscute drept Băile Mikes(maghiară Mikesfürdő).
Între 1860-1880 contele Mikes Benedek construiește bazinele de pa valea pârâului Jombor (care aveau să fie ulterior în secolul XX neglijate).
Istoria modernă este însă legată de nobilul maghiar Csiszár Dénes, care, după ce a cumpărat terenul ce aparținea domeniului baronilor din Turia, după propriile sale planuri a finanțat construirea Băilor Csiszár. Descoperirea zonei de izvoare minerale cu proprietăți curative situată la sud-vest de Muntele Cetății este legată de o poveste locală romanțată. Aceasta afirmă că pe la 1889 în timpul unei vînători desfășurate aici, nobilul – obosit fiind, a cerut un scaun pentru odihnă și, când acesta a fost înfipt în pământ, din găuri a ieșit apă. Om de afaceri fiind, Csiszár Dénes a apreciat cum trebuie potențialul acelor ape carbogazoase.
În a doua jumătate a secolului XX, aici existau instalații pentru băi calde cu apă minerală carbogazoasă în vane și bazine, bazine în aer liber cu apă minerală carbogazoasă, mofete și instalații de electroterapie și hidroterapie.

## Resurse balneoclimatice și particularități de cură
Bioclimatul
Este tonic, moderat stimulant cu unele nuanțe de sedare Atât apa, cât si gazele mofetice au radioactivitate naturală mijlocie. Aerul este ozonat și bogat în aeroioni negativi. Culmile împădurite care înconjoarăm stațiunea, o feresc de vânturi puternice.
Apele minerale

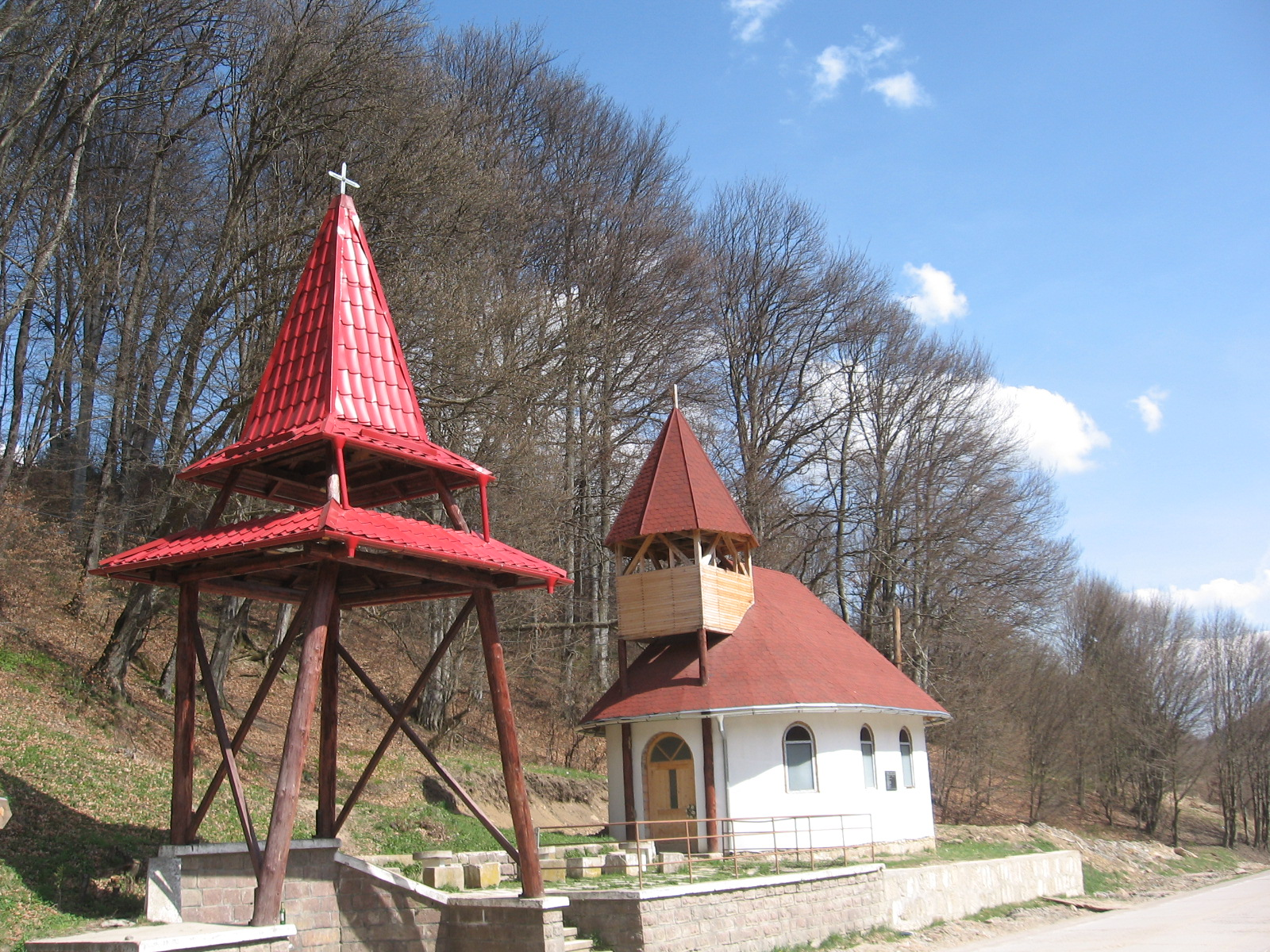
Izvorul Vasas sau Feruginos și Capela ecumenică

Au cel mai important rol dintre factorii balneari, locali. Sunt ape carbonatate cunoscute drept „borvize”., utilizate fie în bazine – în cură externă, fie în cură internă. Debitul limitat al izvoarelor captate – în absența unor foraje hidrogeologice, este însă limitant pentru dezvoltarea amplă, a stațiunii. În total, în microdepresiunea Balvanyos sunt 57 de izvoare. Toate conțin și fier, iar unele și microelemente ca bromul, iodul și fluorul. În unele izvoare sunt prezente urme de metan și propan, iar altele conțin acid sulfuric. Unele sunt ușor radioactive
Unele dintre izvoarele de pe versanții Muntelui Puturosu (care compun băile Turia) – anume Băile Timsós (Apor), conțin atât alaun (sulfatul dublu de aluminiu și potasiu KAl (SO4) 2*12H2O) cît și acid sulfuric liber.. În zona Apelor de ochi izvoarele – cu o mineralizare scăzută, au apa ușor bicarbonatată, calcică,sulfuroasă, feruginoasă.
Izvoarele băilor Csiszár (Jordán, Zsófia, Mogyóros, Szemviz), sunt folosite atît în cură internă - find ușor carbogazoase, feruginoase, sulfuroase și oligoradioactive, cît și în cură externă sub forma mai multor bazine cu apă minerală (Timsós, Baia cu Ciocolată – numită astfel datorită culorii roșu-maroniu a apei, Hammás, Ștrandul – cel mai mare bazin, cu apa de culoare galbenă, Valláto), conținînd fie sulf, acid carbonic și alaun ori clor și fier. Baia cu Ciocolată este situată la cea mai mare altitudine – dintre cele ale băilor Csiszár și, are un efect calmant. Apa din Ștrand conține clor și fier. Apa bazinelor Vallato este de culoare galben-verzuie și este foarte rece – de unde și numele din maghiară („cameră de anchetă/ interogare”). Apa din baia Timsós conține și acid sulfuric.
Izvoarele Băilor Várpad (Transilvania) se folosesc de asemeni în cură internă (izvorul Vasas sau Izvorul feruginos), precum și externă - bazinul din centrul stațiunii și cele de pe Muntele Cetății. Ivorul Vasas – aflat lângă capela ecumenică are o apă ușor radioactivă, bicarbonatată, clorurată, sodică, calcică, feruginoasă, bromurată și sulfuroasă, iar Ibolya (aflat pe traseul ce duce la cetatea Balvanyos) – cu gustul cel mai plăcut dintre toate izvoarele stațiunii, are o apă bicarbonatată, magneziană, sodică, bromurată, feruginoasă, ușor radiactivă.
La 2 km de Balvanyos se află izvorul Imola (Szejke), cu apă bicarbonatată, sodică, calcică, magneziană, iodurată, ce prezintă radioactivitatea cea mai ridicată dintre toate izvoarele stațiunii.
Băile Mikes au în componență bazinele Hammás și Vallato, precum și izvoarele Bukki. Mergând în jos spre Bixad se mai găsesc câteva izvoare minerale, din care cel mai cunoscut este Utaszhazi, în preajma unui popas acoperit pentru turiști.
Mofetele
Sunt în număr de 3, grota Puturoasă și mofetele amenajate din centrul stațiunii și cea de la Băile Csiszár. Gazul mofetei din Pasul Turia provenit din andezite cu hornblendă și biotit este sub raportul radioactivității, pe primul loc – în România.
Aero-helio-terapie
Este posibilă lîngă unele dintre bazinele pentru cură externă, aflate în aer liber.

### Indicații terapeutice
- Afecțiuni: Cardiovasculare[14][17] (Hipertensiune arterială; boli vasculare periferice: Sindrom Raynoud, Acrocianoză, Livedo reticularis; Insuficiență mitrală sau aortică; Insuficiența venoasă cronică asociată cu Boală ocluzivă aterosclerotică a membrelor inferioare)[25]
- Boli asociate:

- Afecțiuni ale aparatului locomotor reumatismale, degenerative, abarticulare
- Boli profesionale
- Neurastenia
- Există și izvoare recomandate în:

- afecțiuni digestive: maladia ulceroasă/ gastritele (Imola, Ibolya, Mogyóros) și unele afecțiuni hepato-biliare (Imola, Jordan)
- stimulatoare ale funcției renale (Vasas)
- anemii (Vasas, Mogyóros )
- conjunctivite (Apele de Ochi)

### Contraindicații
- Generale pentru cura balneoclimatică la adulți.
- Speciale pentru cura balneoclimatică pentru patologii specifice.

### Baza de tratament
Singura bază de tratament – aflată deocamdată (2013) în conservare, aparține fostului Sanatoriu Turia – actualul hotel Best Western. Există intenții de reactivare a acesteia.
Amenajările balneare sunt (la nivelul anului 2013) fie în paragină, fie doar prezentabile turistic - fără facilități reale de tratament. Nu există medic de specialitate, nu există o supraveghere metodologică a actului terapeutic și nici una de laborator a factorilor naturali de cură.
Cel mai apropiat spital se află la Târgu Secuiesc.

## Baza turistică de agrement
Marcaje turistice situate pe versanții
- Muntelui Puturosu:

- Pe marcajul triunghi roșu: izvoarele Károly, Bányai și Fidelis, Băile Timsós, Valea Morții (12 izvoare), izvoarele Tămăduitoare
- Pe marcajul punct roșu: Capela Sfânta Maria
- Pe marcajul punct albastru (circuit): Peștera Puturoasă , Grota cu Alaun, Tinovul Bufnitor , Peștera Ucigașă și Cimitirul Păsărilor

- Muntelui Cetății[10]: Băile Várpad (Transilvania) și ruinele Cetății Bálványos
- Munților Bodocului[10]:

- Pe marcajul cruce albastră: Băile Csiszár
- Băile Valató (împreună cu mofeta) și Hammás[A] (împreună cu Tinovul Hámmas)

Bazine de înot
Se află atât în centrul stațiunii - de folosință publică, precum și la unele pensiuni (cu regim privat).
Parcul Aventura
Este situat lângă hotelul Best Western, constituit dintr-o serie de elemente suspendate pe copaci sau piloane (scări, poduri, tuneluri construite din lemn și corzi).

## Obiective turistice

### Locale
Mofeta Peștera Puturoasă (maghiară Büdös-barlang)
Se află pe versantul dinspre Pasul Turia al Muntelui Puturosu, la o altitudine de 1052 m (coordonate: 46.119807, 25.948498). Denumirea este legată de mirosul puțin agreabil al emanațiilor de hidrogen sulfurat. Este numită și Peștera Sulfatară, fiind o scurtă galerie descendentă de 14 m a unei vechi exploatări de sulf – prin care se scurg amestecuri de gaze avînd predominent CO2, cu ceva mai mult hidrogen sulfurat cu urme de metan, azot, monoxid de carbon. Aici se poate remarca nivelul la care curgerea se stabilizează, prin nivelul depunerilor de sulf de pe pereți. Partea de la intrare – în lungime de 7 m a fost amenajată și consolidata, fiind dotată cu bănci. Deoarece în partea inferioară nivelul gazului aproape atinge plafonul grotei, accesul a fost limitat printr-un grilaj.
Grota cu Alaun (maghiară Timsós-barlang)
Numită și Grota Timsós, deși prezintă scurgeri de gaze este un obiectiv exclusiv turistic. Se remarcă prin depuneri la nivelul pereților de sulfat dublu hidratat de potasiu și aluminiu, sub forma unor cristale alb-gălbui.
Peștera Ucigașă (maghiară Gylkos-barlang)
Denumirea este legată de caracterul letal al gazelor din grotă. La fel ca Peștera Puturoasă este o galerie scurtă – de 11 m a unei exploatări anterioare de sulf, diferența fiind dată de faptul că depunerile specifice de sulf sau alaun nu sunt direct vizibile pe pereți, astfel neexistând semne clare care să indice nivelul potențial periculos al stabilizării nivelului de gaz.
Cimitirul Păsărilor (maghiară Madártemető)
Este o depresiune formată prin prăbușirea unei galerii de mină aflată pe versantul estic al Muntelui Puturosu, unde se acumulează gazele vulcanice, care au greutatea specifică mai mare decât ce a aerului. Culoarea diferită a frunzelor uscate sau lipsa vegetației verzi pe fundul depresiunii, sunt singurele indicatoare care scot în evidență prezența gazului nociv.
Tinovul (Ră)bufnitor (maghiară Buffagó–láp)
Este o mlaștină eutrofă (dar se pot întâlni și biocenoze oligo-mezotrofe) similară Tinovului Mohoș de lîngă lacul Sfânta Ana, în suprafață însă de numai aproximativ 1 hectar. Turbăria – care și-a primit numele după răbufnirile scurgerilor de gaze (care barbotează în apa mlaștinii), este înconjurată de făgete. și este situată la o altitudine de 925 m la nord de vârful Puturosu, pătura de turbă având o grosime maximă de 4,1 m.
Capela Sfintei Marii
Este un altar catolic deschis situat într-o grotă de piatră aflată în apropierea Pasului Turia, pe versantul din spatele hotelului Best Western și, închinat Sfintei Fecioare.
Cetatea Bálványos (maghiară Bálványos–vár)

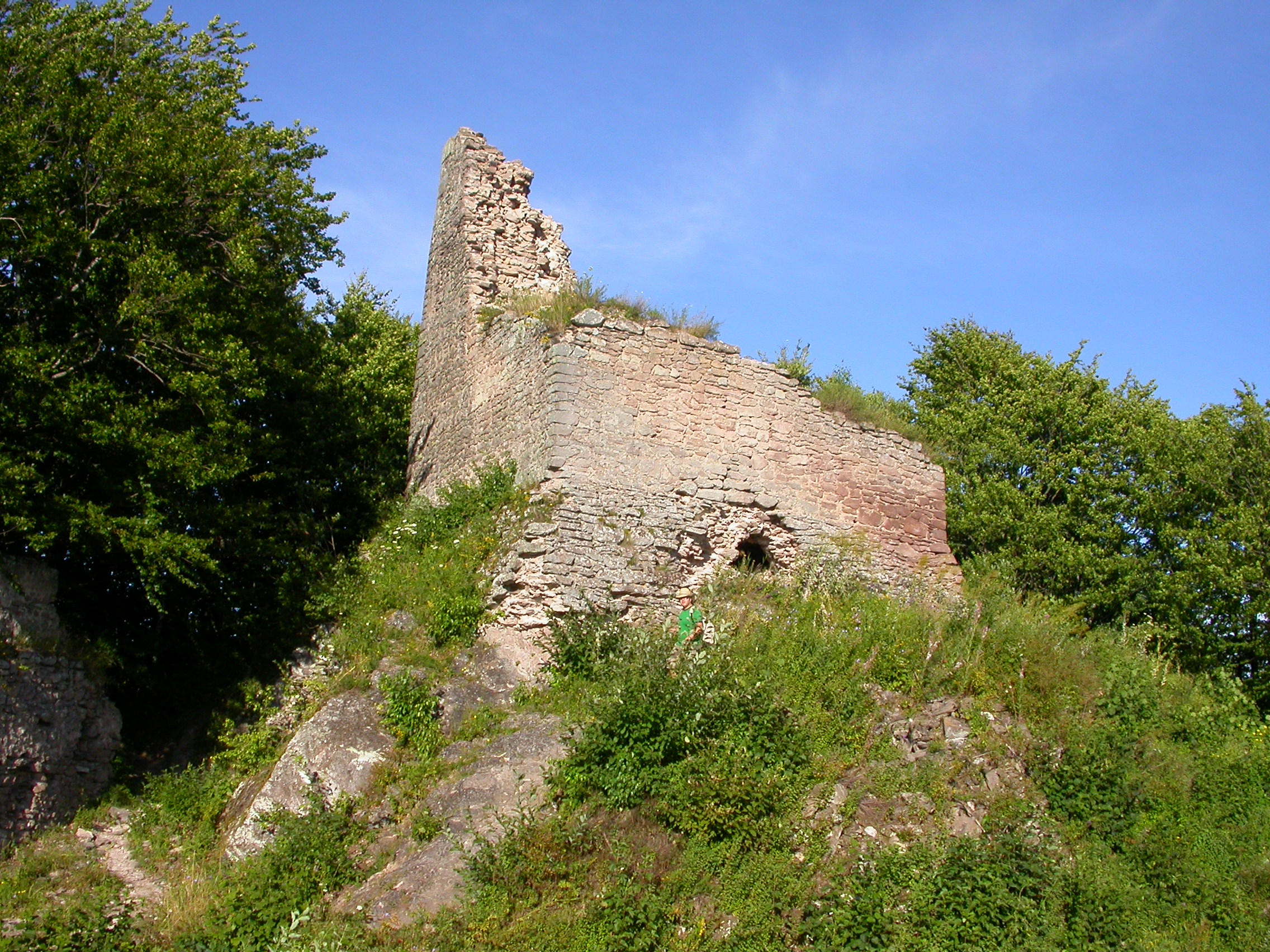
Cetatea Bálványos

Are codul LMI CV-II-m-A-13297  și, este acum în ruine, accesul făcându-se din centrul stațiunii pe un drum și apoi printr-o pădure de conifere amestecate cu foioase (coordonate: 46.113694, 25.965243). Nu există o unanimitate de păreri privind momentul construirii ei, acesta fiind situat fie în secolul XI, fie în secolul XIII după invazia mongolă. Construirea ei este atribuită familiei nobiliare Apor.. Prima atestare documentară are loc – în urma unei împărțiri teritoriale între baronii secui, în 1360. Fiind greu accesibilă, cetatea a fost afectată de mai puține evenimente, astfel că nu prea apare în documente. La sfârșitul secolului XVII incinta a fost abandonată în favoarea castelului Apor din Turia și s-a ruinat cu timpul. Existau două incinte, una exterioară cu ziduri înalte de 4 m și una interioară cu ziduri înalte de 5–6 m, situată cu 30 m mai sus ca prima și, centrată de un turn cu 4 niveluri și înălțime de aproximativ 20 m, prăbușit la un cutremur din deceniul 7 al secolului XX. Există și o legendă locală privind cetatea, imortalizată de către scriitorul Mór Jókai.

### De vecinătate
Montane:
- Marcaj cruce albastră: Vârful Zimbrului (1099 m, aflat spre sud), Piatra Zimbrului (conglomerat aflat pe vârf) și Peștera Ursului (sau Gaura Dracului, aflată sub Piatra Zimbrului)
- Lacul Sfânta Ana și Tinovul Mohoș
- Satul Turia: Ansamblul Castelului Apor (secolul XVI, cod LMI CV-II-a-A-13299)[34] și ansamblul Bisericii reformate (secolul XVI, cod LMI CV-II-a-A-13300).
- Valea Iadului – zonă situtată în Munții Bodcocului, la sud-est de vârful Cărpiniș pe valea pârâului Jaidon[35], cu izvoare sulfuroase și cu alaun, ce are aproximativ 1 ha. Unul dintre izvoare datorită hidrogenului sulfurat și alaunului, are o culoare albă ca laptele.[18]

## Repere culturale
La baza Muntelui Cetății se află spre Turia o capelă ecumenică, unde se țin slujbe în funcție de necesități - conform ritualurilor romano-catolic, lutheran, unitarian sau reformat.
Anual, în Balvanyos se organizează câteva festivaluri. Astfel, în prima săptămână din februarie are loc „Festivalul zăpezii” (maghiară „Hóbuli”), în ultima săptămână din februarie „Pomana Porcului”[C], pe 1 mai este „Festivalul Primăverii“, iar în primele zile din mai – „Ziua Muntelui Puturosu”.

## Galerie

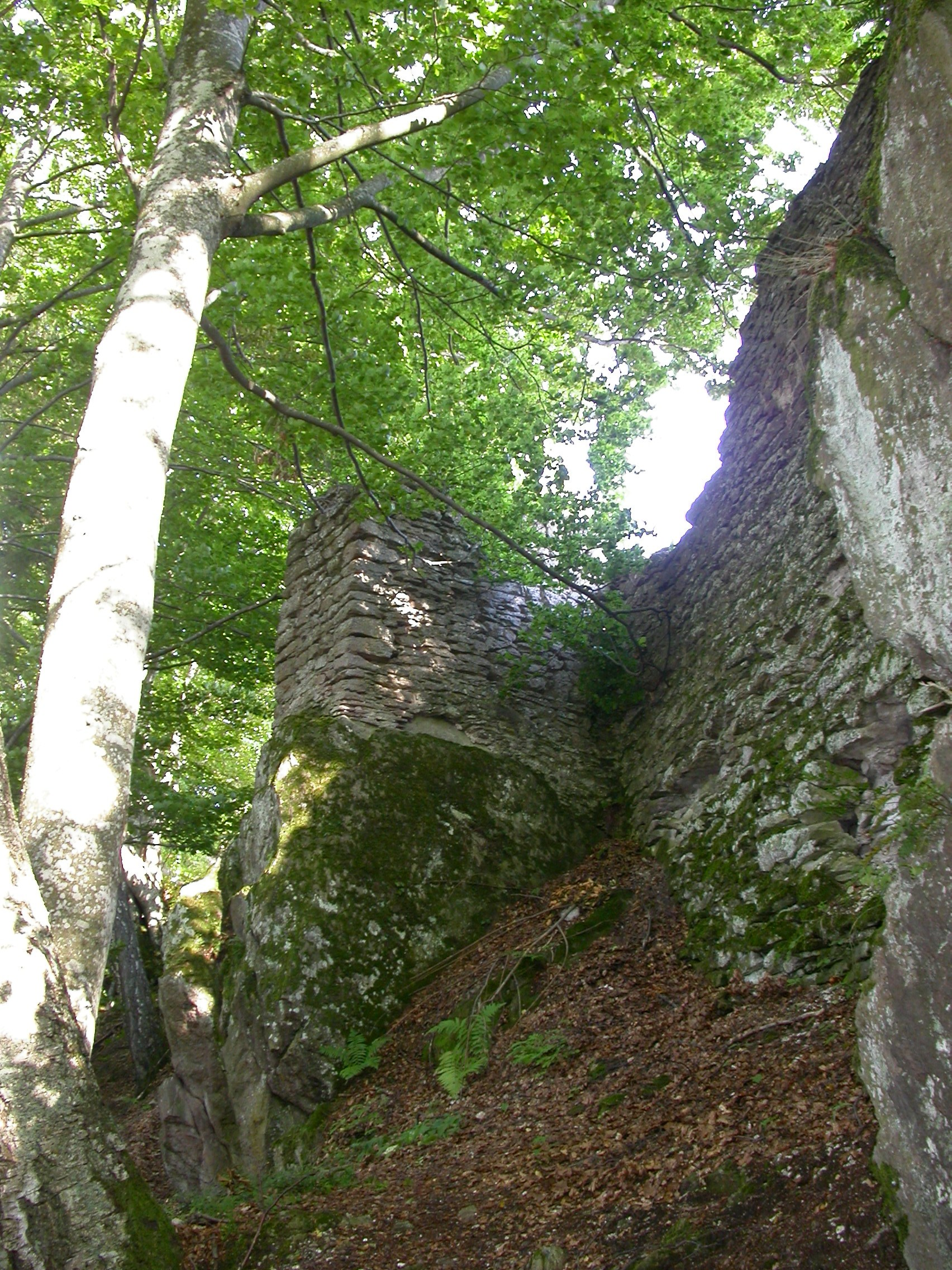
Cetatea Bálványos: Ziduri ale incintei exterioare
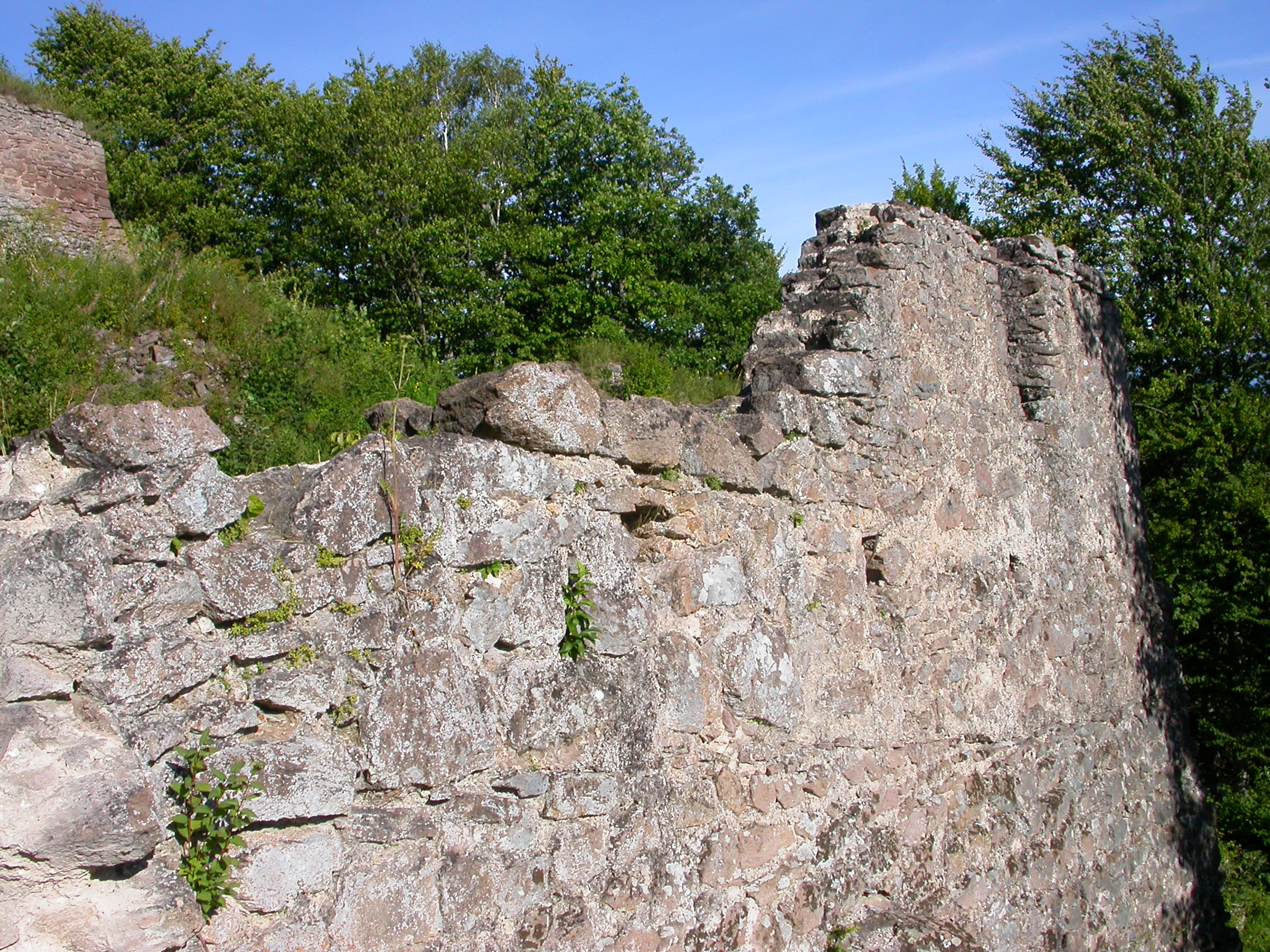
Cetatea Bálványos: Ziduri ale incintei exterioare
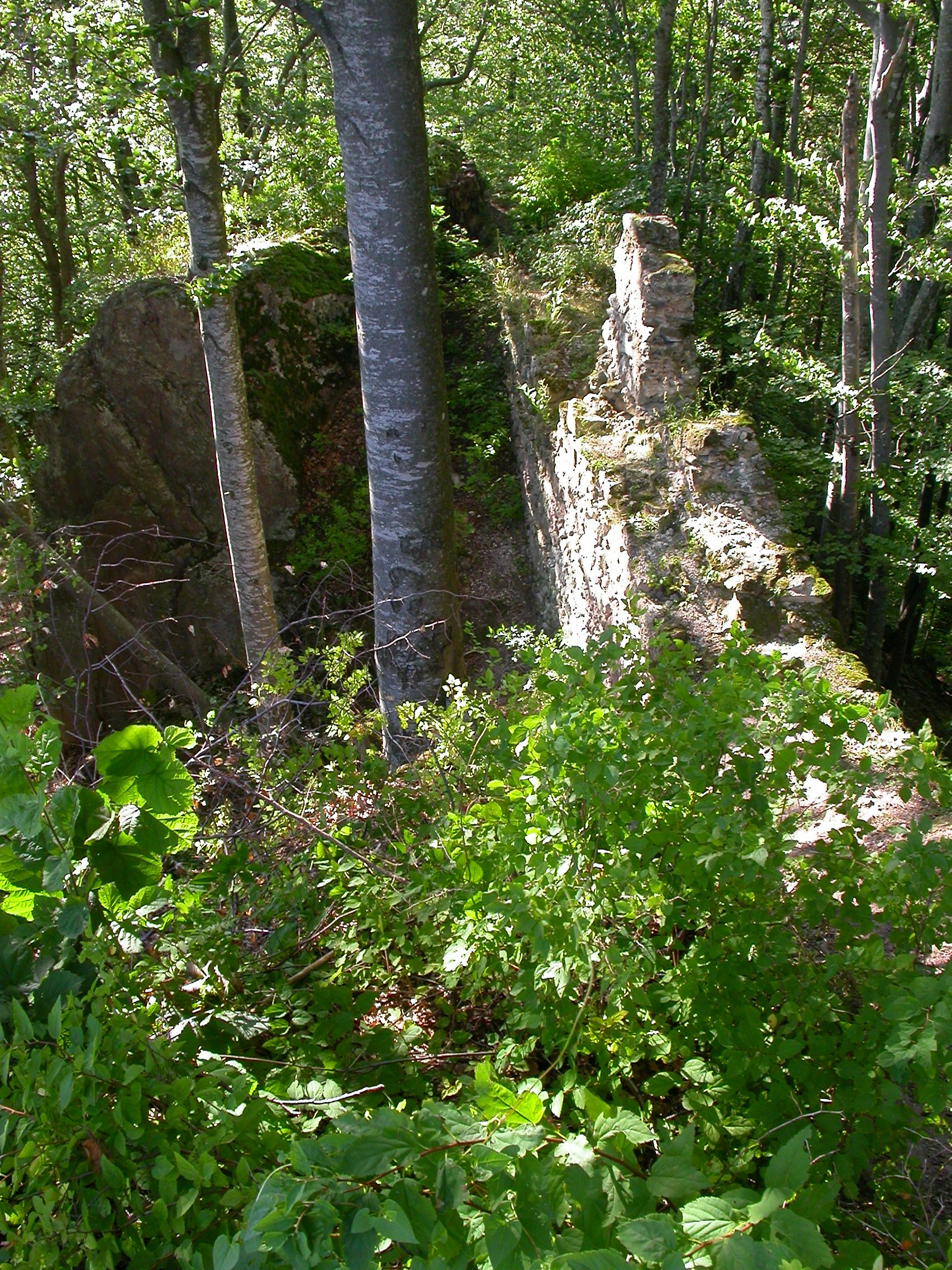
Cetatea Bálványos: Ziduri ale incintei exterioare